# Futbolo Klubas Kareda Kaunas
L'FK Kareda Kaunas era una società calcistica lituana con sede nella città di Kaunas. 

## Storia
La società è stata fondata nel 1935 a Šiauliai, come Sakalas Šiauliai, in seguito ha cambiato più volte denominazione.
Nel 1995 la denominazione Kareda-Sakalas Šiauliai sigla l'inizio di una collaborazione con la società Klevas Šiauliai, che diventa la sua seconda squadra.
Nel 1997 e 1998 arrivano due titoli nazionali. Nel 2000 la società viene trasferita nella città di Kaunas.
Nel 2001 il Kareda entra nell'orbita dell'FBK Kaunas diventandone una società satellite e dovendo scendere forzatamente di categoria. Nel 2003 la società viene sciolta.
Il suo posto viene rilevato dalla FK Šiauliai.
Di seguito i cambi di denominazione.
- 1935: Sakalas Šiauliai
- 1941: Spartakas Šiauliai
- 1942: Sakalas Šiauliai
- 1945: Spartakas Šiauliai
- 1954: Statybininkas Šiauliai
- 1961: Sakalas Šiauliai
- 1962: Statybininkas Šiauliai
- 1990: Sakalas Šiauliai
- 1995: Kareda-Sakalas Šiauliai
- 1996: Kareda Šiauliai
- 2000: Kareda Kaunas

## Palmarès

### Competizioni nazionali
- Campionato della RSS lituana: 2

1969, 1977
- Coppa RSS Lituana: 1

1974
- Campionati lituani: 2

1996-1997, 1997-1998
- Coppe di Lituania: 2

1996, 1999
- Supercoppa di Lituania: 1

1996

### Altri piazzamenti
- Campionato RSS lituana:

Secondo posto: 1947, 1966
Terzo posto: 1968, 1978
- Campionato lituano:

Secondo posto: 1995-1996, 1998-1999
- Supercoppa di Lituania:

Finalista: 1998

## Kareda Kaunas nelle coppe europee
| Stagione | Torneo                | Turno                | Nazione             | Club                  | Andata | Ritorno | Totale |
| -------- | --------------------- | -------------------- | ------------------- | --------------------- | ------ | ------- | ------ |
| 1996-97  | Coppa delle Coppe     | Preliminare          | Svizzera (bandiera) | FC Sion               | 2-4    | 0-0     | 2-4    |
| 1997-98  | UEFA Champions League | 1° preliminare       | Cipro (bandiera)    | Anorthōsis            | 0-3    | 1-1     | 1-4    |
| 1998-99  | UEFA Champions League | 1° preliminare       | Slovenia (bandiera) | Branik Maribor        | 0-3    | 0-1     | 0-4    |
| 1999-00  | Coppa UEFA            | Turno qualificazione | Slovenia (bandiera) | NK Olimpija Ljubljana | 1-1    | 2-2     | 3-3    |